# Leucocarbo onslowi
Leucocarbo onslowi (лат.) — вид птиц из семейства баклановых. Одни специалисты, в том числе Международный союз орнитологов, включают его в род Leucocarbo, другие относят к роду Phalacrocorax. Эта птица является эндемиком островов Чатем. МСОП присвоил виду статус CR. Считается, что ему угрожает утрата мест обитания.

## Описание
Длина тела достигает 63 см, а масса тела взрослых особей варьируется от 1790 до 2400 г. На верху головы имеется хохолок.

### Размножение
Гнездятся колониями, на острове Чатем довольно крупными. Гнездо из веток, морских водорослей и другого растительного материала располагают на уступах скал. На острове Чатем откладывают до 4-х яиц бледно-голубого цвета. На острове Питт колонии намного мельче и не превышают 5—20 пар. В данном месте в кладке до 3-х яиц.

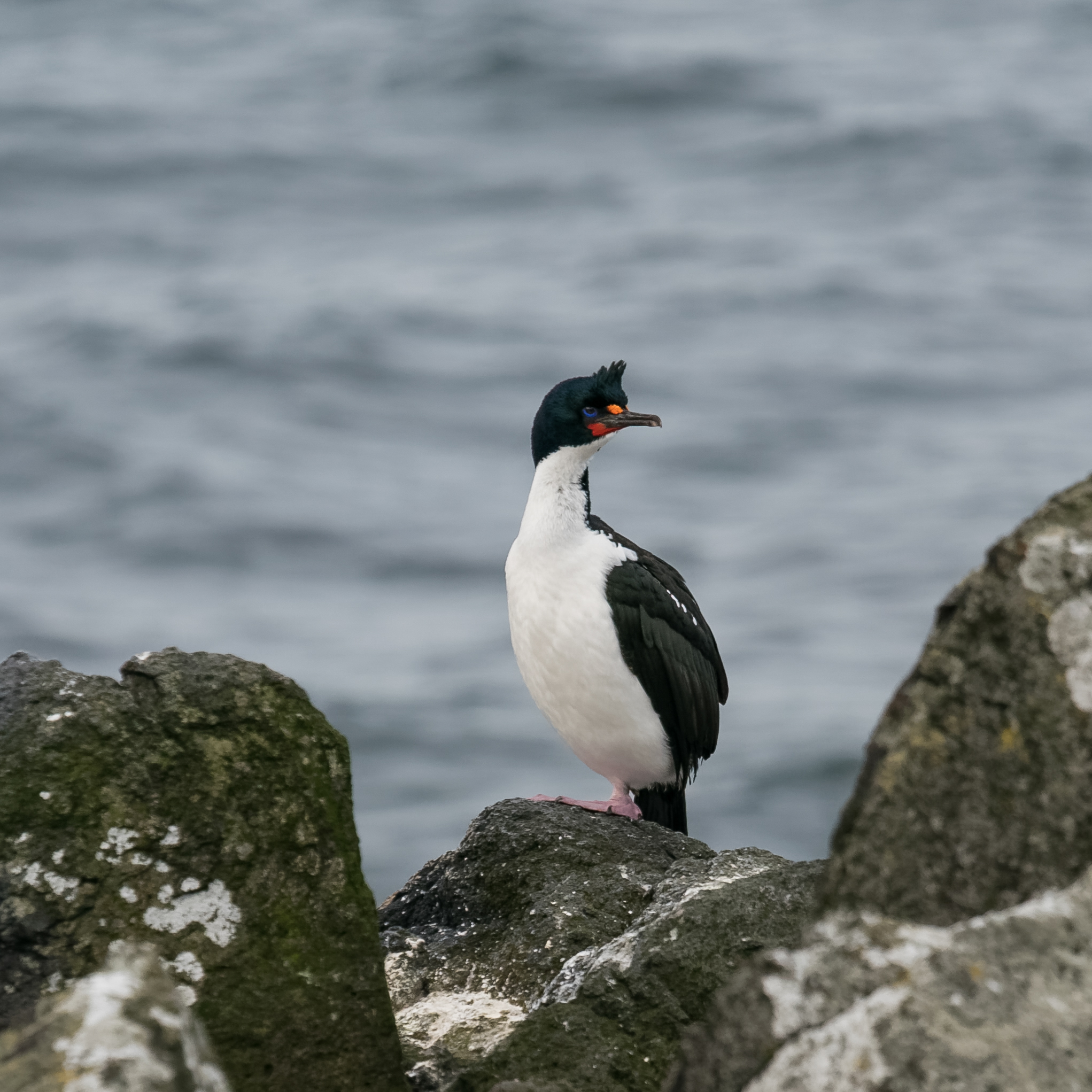
Leucocarbo onslowi

### Питание
Кормятся обычно поодиночке вдали от берегов, но иногда кормящиеся особи встречаются около побережья. Питаются преимущественно рыбой. Охотятся ныряя и преследуя добычу под водой. На ночёвку собираются вместе до 100 особей и более.